# ゴールドコースト線
ゴールドコースト線（ゴールドコーストせん、英語: Gold Coast Line）は、オーストラリア・クイーンズランド州ブリスベン市 (en:Brisbane City Council) のローマ・ストリート駅からゴールドコースト市 (en:Gold Coast City) のバーシティ・レイクス駅までを結ぶQR（クイーンズランド鉄道）の鉄道路線、およびこの路線を走行するQRシティートレインの運行系統である。この記事ではQRの線路の名称としてのゴールドコースト線について述べる。QRシティートレインの運行系統名としてのゴールドコースト線についてはシティートレインを参照。
ゴールドコースト線からはいくつかの支線が分岐している。この記事ではこれらの支線についても述べる。

## 概要

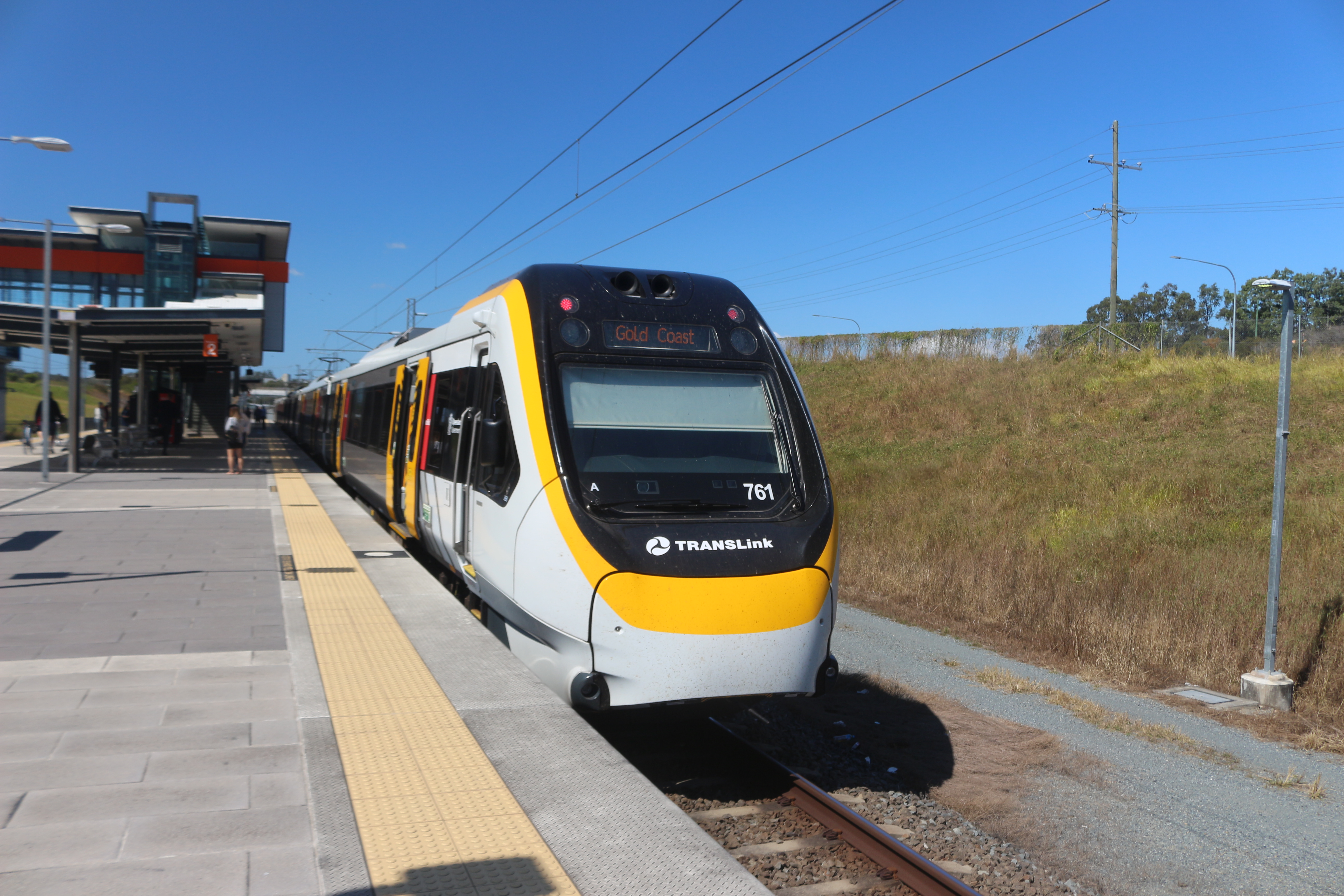
バーシティ・レイクス駅

当路線はブリスベン市とゴールドコースト市を結ぶ都市間路線である。起点のローマ・ストリート駅から南東に約40km進むとビーンリー駅に至る。その後は南南東に約50km進んで終点のバーシティ・レイクス駅に到達する。路線は内陸部を通っておりゴールドコーストの市街地から外れているが、ヘレンズベイルはゴールドコーストの路面電車「G:link」の起点となっており、サーファーズ・パラダイスと結ばれている。また、ロビーナには大規模な商業施設がある。
ローマ・ストリート駅ではメイン線やノース・コースト線と接続している。パーク･ロード駅 (Park Road)（ローマ・ストリート駅から4.30km）ではクリーブランド駅 (Cleveland) への支線が東に分岐し、この支線からさらにブリスベン港のフィッシャーマン・アイランズ駅 (Fisherman Islands) への支線が北に分岐している。イーロンピリー駅 (Yeerongpilly) （ローマ・ストリート駅から8.61km）では西南西に支線が分岐し、終点のコリンダ駅 (Corinda) でメイン線に接続している。ソールズベリー駅 (Salisbury)（ローマ・ストリート駅から12.27km）ではアカシア・リッジ駅 (Acacia Ridge) 方面への支線が南に分岐している。アカシア・リッジ駅の先は標準軌専用の線路がニューサウスウェールズ州境まで続いており、ニューサウスウェールズ州ノース・コースト線と直結し州間連絡鉄道 (en:Sydney–Brisbane rail corridor) の一部となっている。
ゴールドコースト線はかつてサウス・コースト線 (South Coast Line) と呼ばれ、クーランガッタ地区の南東端の州境をわずかに超えたニューサウスウェールズ州ツイード・ヘッズ地区 (en:Tweed Heads, New South Wales) まで達していたが、1964年までにビーンリー駅以南はいったん廃止された。その後1990年代から再建され、ロビーナ駅までの路線となり、2009年12月にはバーシティ・レイクス駅まで延伸した。

### 路線データ
- 路線距離:
  - ローマ・ストリート駅 - バーシティ・レイクス駅 : 約89km
    - （支線） パーク･ロード駅 - クリーブランド駅 : 32.24km
      - （支線の支線） リットン・ジャンクション - フィッシャーマン・アイランズ駅 : 7.80km

    - （支線） イーロンピリー駅 - コリンダ駅 : 約4km
    - （支線） ソールズベリー駅 - 州境 : 約101km
- 軌間:ゴールドコースト線と周辺の路線の軌間

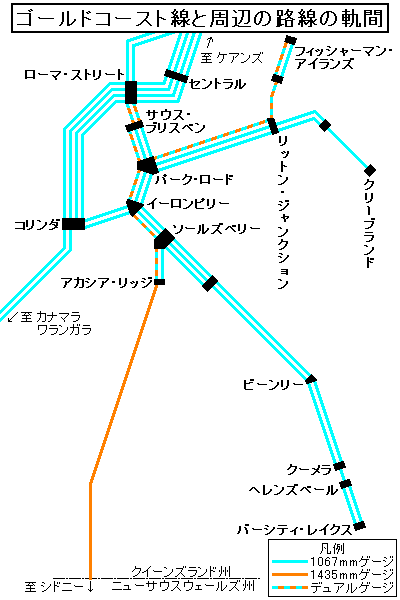
ゴールドコースト線と周辺の路線の軌間

  - 1435mmのみ: アカシア・リッジ駅 - 州境
  - デュアルゲージ（1435mmと1067mm）のみ:
    - ローマ・ストリート駅 - サウス・ブリスベン駅
    - リットン・ジャンクション - Whyte Island

  - デュアルゲージ（1435mmと1067mm）と1067mmの並列:
    - サウス・ブリスベン駅 - ソールズベリー駅 - アカシア・リッジ駅
    - パーク･ロード駅 - リットン・ジャンクション
    - Whyte Island - フィッシャーマン・アイランズ駅

  - 1067mmのみ:
    - ソールズベリー駅 - バーシティ・レイクス駅
    - リットン・ジャンクション - クリーブランド駅
    - イーロンピリー駅 - コリンダ駅
- 複線区間:
  - 3線:
    - サウス・ブリスベン駅 - Kuraby
    - パーク･ロード駅 - リットン・ジャンクション

  - 2線:
    - ローマ・ストリート駅 - サウス・ブリスベン駅、Kuraby - クーメラ駅、ヘレンズベール駅 - バーシティ・レイクス駅
    - リットン・ジャンクション - Manly
    - Whyte Island - フィッシャーマン・アイランズ駅
    - イーロンピリー駅 - コリンダ駅
    - ソールズベリー駅 - アカシア・リッジ駅
- 電化区間（交流25,000V、50Hz）:
  - ローマ・ストリート駅 - バーシティ・レイクス駅
  - パーク･ロード駅 - クリーブランド駅
  - イーロンピリー駅 - コリンダ駅
  - ソールズベリー駅 - アカシア・リッジ駅

標準軌に対応している区間は州境 - ローマ・ストリート駅/フィッシャーマン・アイランズ駅間である。このうち州境 - アカシア・リッジ駅間は標準軌の線路のみである。アカシア・リッジ駅 - ソールズベリー駅間および Whyte Island - フィッシャーマン・アイランズ駅間は狭軌の単線とデュアルゲージの単線の並列、ソールズベリー駅 - サウス・ブリスベン駅 (South Brisbane)/リットン・ジャンクション (Lytton Junction) 間は狭軌の複線とデュアルゲージの単線の並列となっている。サウス・ブリスベン駅 - ローマ・ストリート駅間はデュアルゲージの複線のみ、リットン・ジャンクション - Whyte Island 間はデュアルゲージの単線のみである。

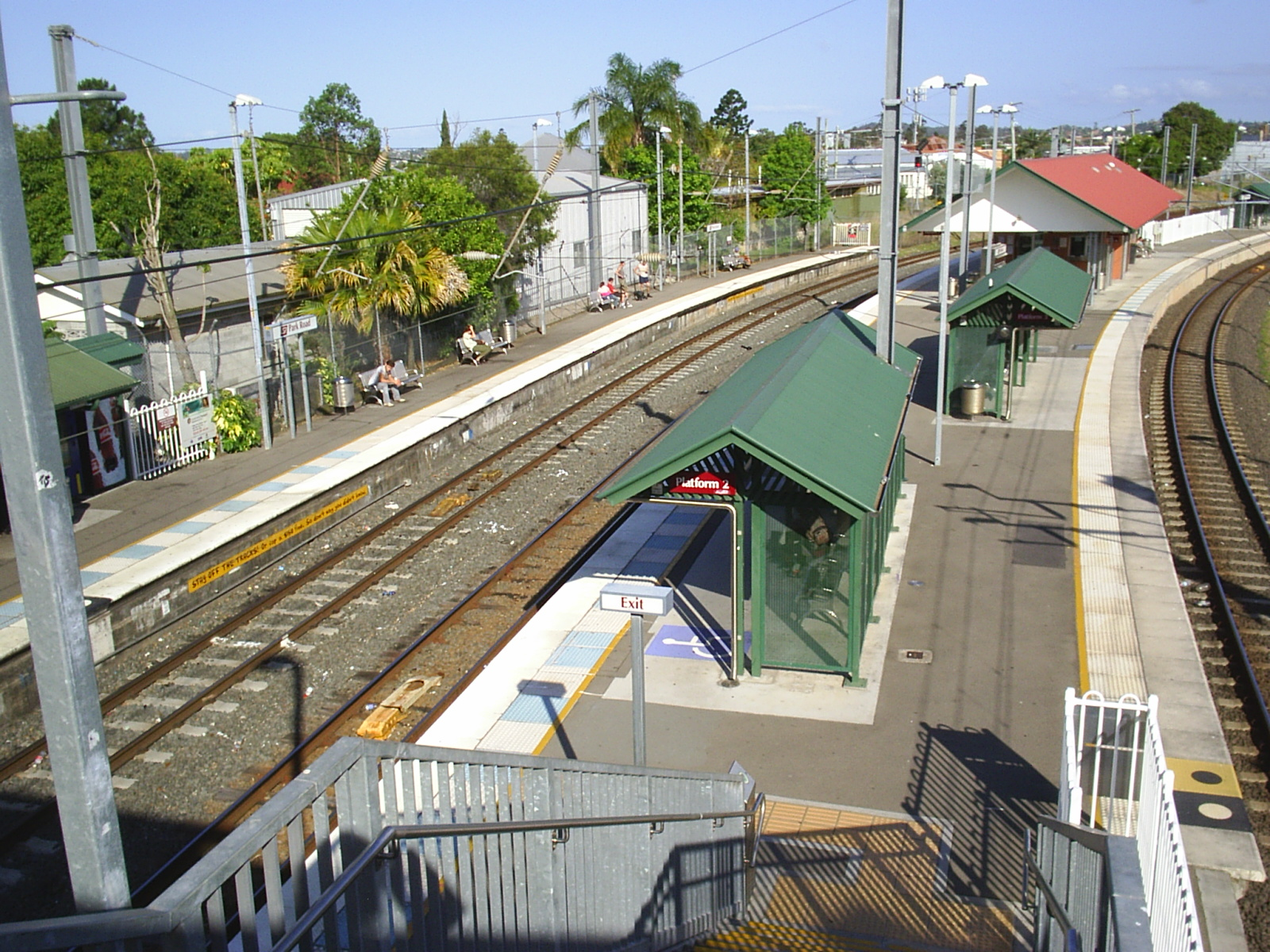
パーク・ロード駅

パーク･ロード駅の分岐は狭軌の複線は平面交差のデルタ線になっており3方向が相互に直結しているが、デュアルゲージの単線はアカシア・リッジ駅側からローマ・ストリート駅側とフィッシャーマン・アイランズ駅側の2方向に分かれる「Y」字型の分岐になっており、ローマ・ストリート駅側とフィッシャーマン・アイランズ駅側との相互間は直通できない。また、フィッシャーマン・アイランズ駅側への分岐線は狭軌のデルタ線の上を高架で通過しており、ローマ・ストリート駅側の線路との分岐箇所はかなり手前のダットン･パーク駅 (Dutton Park) 付近にある。

## 運行形態

### 旅客列車
ビーンリー駅まではビーンリー線と呼ばれ、通勤電車（各駅停車）での運行である。バーシティ・レイクス駅まで乗り入れる電車は急行タイプの車両が使われており、ビーンリー線内では急行運転している。
ゴールドコースト線の電車はローマ・ストリート駅以遠は空港線に直通しており、ブリズベン空港が終点となる。これは、海外からゴールドコーストを訪れる観光客の大半がブリズベン空港を利用しているためである。
ローマ・ストリート駅 - ソールズベリー駅 - 州境間ではシドニーとブリスベンを結ぶカントリーリンクの長距離旅客列車が毎日1往復運行されている。

### 貨物列車

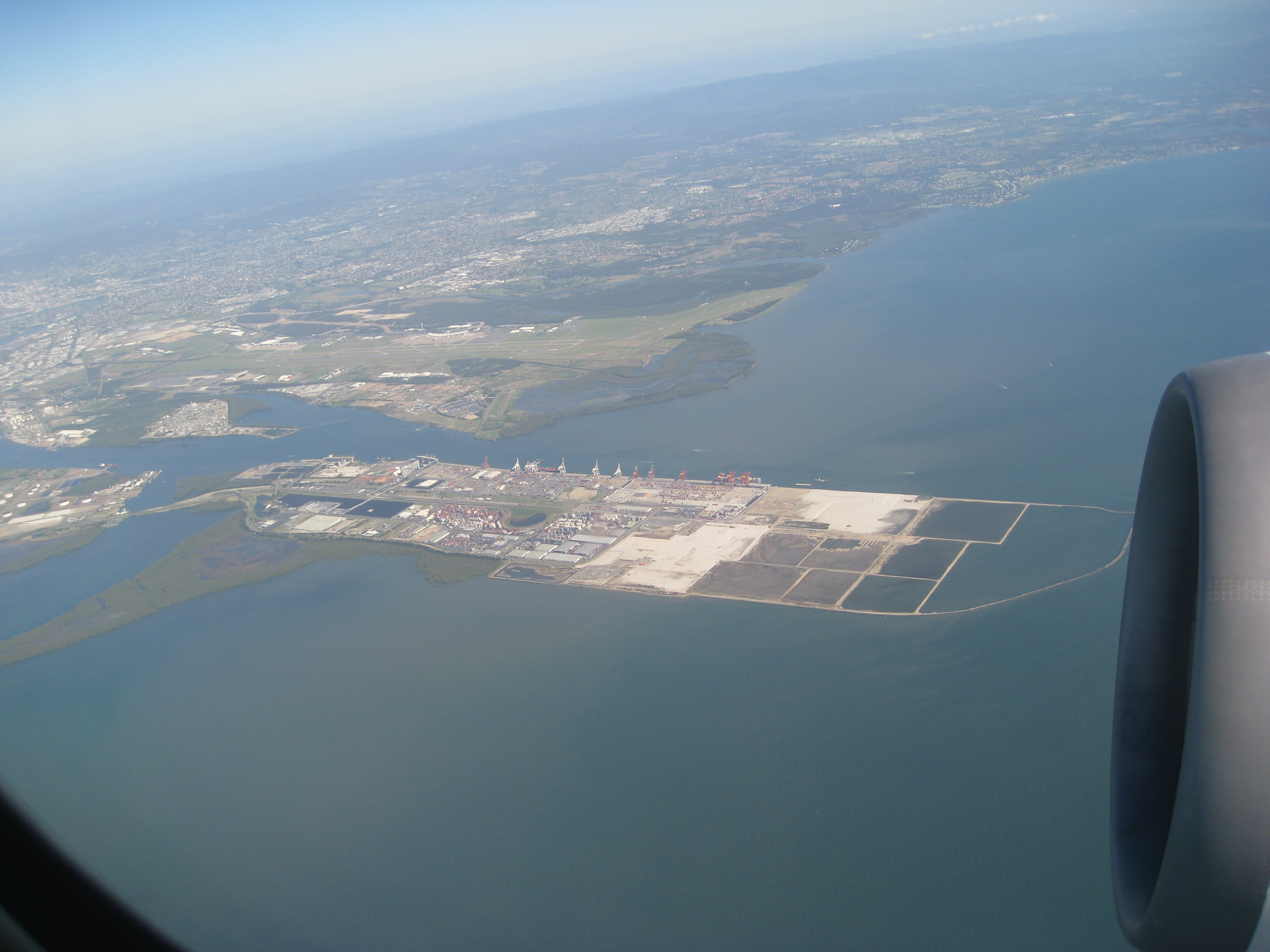
ブリスベン港のフィッシャーマン・アイランズ駅

QRナショナルの貨物列車がマカリスター駅・ジョンダリアン駅・エベネザ駅からコリンダ駅 - フィッシャーマン・アイランズ駅間を経由してブリスベン港まで石炭を輸送している。アカシア・リッジ駅は貨物輸送の拠点で、州内各方面の狭軌の貨物列車とニューサウスウェールズ州の標準軌の貨物列車との間の積み替えも行われている。

## 歴史
この地域で最初の鉄道は1884年にWoolloongabba - コリンダ駅間で開業し、コリンダ駅でメイン線と接続した。Woolloongabbaはブリスベン川の南側にあり、蒸気船との接続駅として石炭輸送に使われた。その後は南方の各方面に路線が延長され、1930年にはサウス・ブリスベン駅 - 州境間で州間連絡鉄道となる標準軌の路線も開業した。しかし、西方のコリンダ駅でメイン線と接続していたもののブリスベン中心部ではブリスベン川の北側のメイン線やノース・コースト線とは長らく分断されたままであった。1978年に川を越えるローマ・ストリート駅 - サウス・ブリスベン駅間が開業し、南北の路線網がつながった。
ブリスベン - ゴールドコースト間
1885年にLoganleaまでの路線が開業し、1889年にはサウスポート駅 (Southport) まで延伸開業した。また、ネラング駅 (Nerang) で分岐して1903年にはニューサウスウェールズ州のツイード・ヘッズ駅まで開業した。1961年にネラング駅 - ツイード・ヘッズ駅間が、1964年にビーンリー駅 - サウスポート駅間が廃止された。その後ビーンリー駅以南の再建が開始され、1996年から順次延伸し1998年にロビーナ駅まで開業した。2006年にOrmeau - クーメラ駅 (Coomera) 間の複線化が、2008年にソールズベリー駅 - Kuraby間の3線化とヘレンズベール駅 (Helensvale) - ロビーナ駅間の複線化が完成した。2009年12月にロビーナ駅 - バーシティ・レイクス駅間が開業した。
パーク･ロード駅で分岐する支線
1980年にフィッシャーマン・アイランズ駅までの支線が開業した。
Bethaniaで分岐する支線（全線廃止）

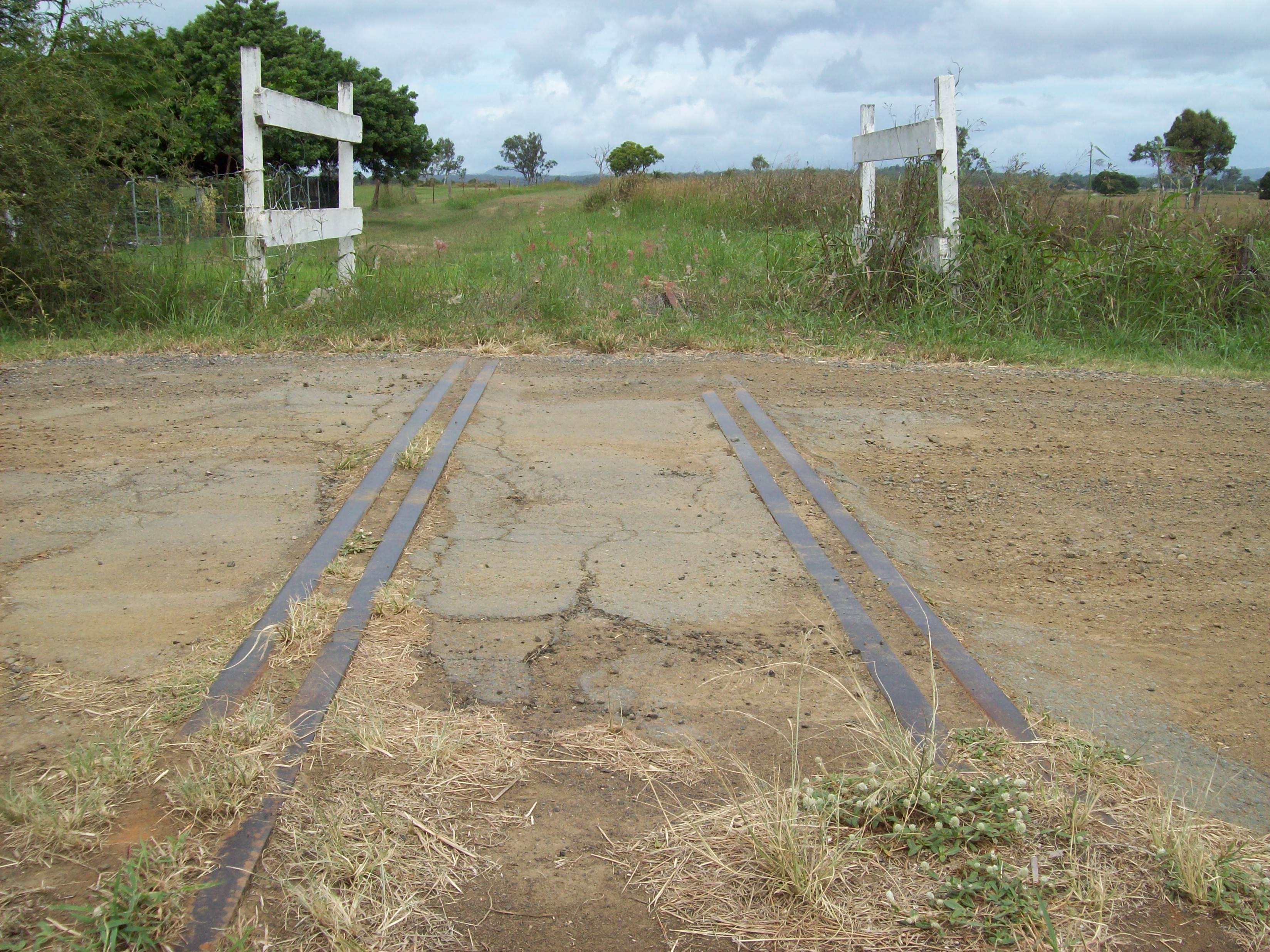
Beaudesertへの支線の廃線跡

 1888年にBethaniaからBeaudesertまでの支線 (en:Beaudesert railway line, Queensland) (43.35km) が開業し、1915年にこの支線のローガン・ビレッジ駅 (Logan Village) から分岐してカナングラ駅 (Canungra) までの支線が開業した。のちにいずれも廃止され、Beaudesertへの支線は Beaudesert Rail という保存鉄道に移管された。

## 延伸計画
州政府の2025-2026年度までの計画ではクーランガッタ駅までの延伸が掲載されている。